# Tyler Kinley
Tyler Harrison Kinley (Plantation, Florida, 31 de enero de 1991), más conocido como Tyler Kinley, es un jugador profesional estadounidense de béisbol que se desempeña en la posición de lanzador en Colorado Rockies, equipo de las Grandes Ligas de Béisbol (MLB).

## Carrera
Kinley hizo su debut en la MLB con el equipo Minnesota Twins, en el cual jugó una temporada (2018), después pasó a Miami Marlins (2018-2019), posteriormente a Colorado Rockies, donde lleva jugando cinco temporadas.